# Putter Smith

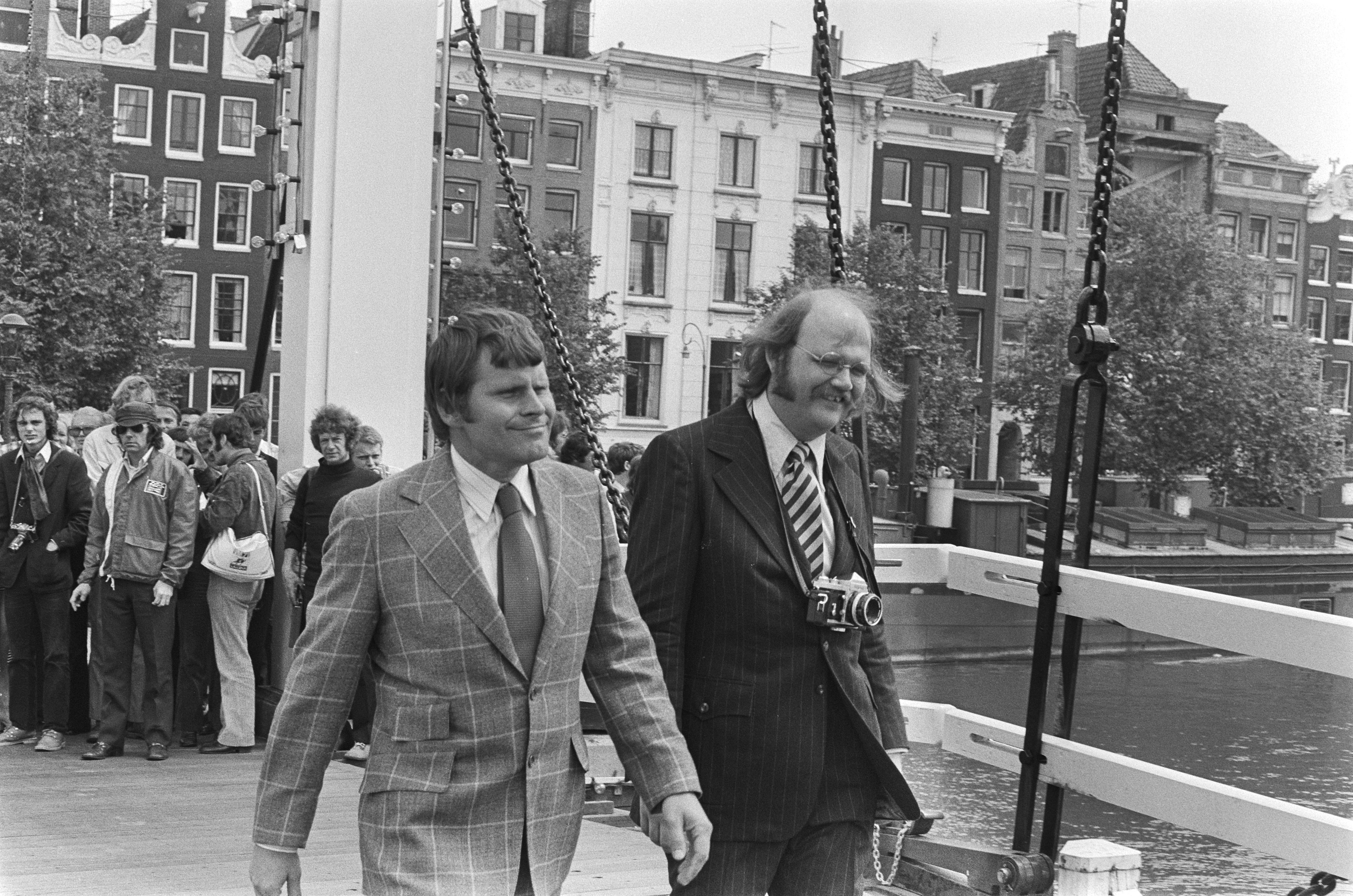
Putter Smith (rechts) als Mr. Kidd und Bruce Glover als Mr. Wint bei den Dreharbeiten für den James-Bond-Film Diamantenfieber, 1971

Putter Smith (* 19. Januar 1941 in Los Angeles County, Kalifornien; eigentlich Patrick Smith) ist ein US-amerikanischer Jazzmusiker (Kontrabass, auch Tuba und Gesang) und Schauspieler.

## Leben
Smith wurde vor allem durch seine Rolle des Mr. Kidd im James-Bond-Film Diamantenfieber (1971) bekannt. Danach spielte Smith in nur drei weiteren Filmen. Als Bassist begleitete er langjährig den Pianisten Alan Broadbent. Auch arbeitete er mit Thelonious Monk, Art Blakey, Ray Charles, Bob Brookmeyer, Billy Eckstine, Diane Schuur, Lee Konitz oder Jeff Colella (Lotus Blossom, 2014). Unter eigenem Namen legte er mehrere Alben, zuletzt 2011 Home vor. Im Bereich des Jazz war er zwischen 1973 und 2013 an 51 Aufnahmesessions beteiligt, u. a. mit Sam Most, Larry Koonse, Dick Sudhalter, Mose Allison, Warne Marsh, Bill Perkins, Barbara Lea, Walter Norris, Karrin Allyson und Billy Mintz.
Smith hat auch Lehrbücher wie Improvising Handbook for Double Bass and Bass Clef Instruments (Ludwin Music, 2000) und Jazz Bass Improvisation: A Guide to Chords, Scales, Arpeggios & Other Concepts and Techniques for the Advancing Bassist (Musicians Institute Press, 2011) vorgelegt.

## Diskografie
- Lost & Found (Vee Jay Records, 1977), mit Gary Foster, John Gross, Kent Glenn, Dick Shreve, Gene Stone, John „Terry“ Tirabasso
- Night Song (GAM; 1994), mit Gary Foster, John Gross, Dave Frishberg, Joey Baron, Peter Donald, Patrice Rushen
- Home (Skipper, 2010), mit Jon Whinnery, John Gross, Theo Saunders, Kendall Kay

## Filmografie (Auswahl)
- 1971: Diamantenfieber (Diamonds Are Forever) … als Mr. Kidd
- 1975: Win, Place or Steal … als Kangaroo
- 1984: Love Thy Neighbor (TV-Film) … als Putter
- 1987: Casanova Junior (In the Mood) … als Minister